# Cabo Norfeu
El cabo Norfeu (Cap Norfeu en catalán) es un cabo español situado al sureste de la península del cabo de Creus, en el litoral del Alto Ampurdán y al norte de la Costa Brava (provincia de Gerona, Cataluña), que se adentra 2 km en el mar Mediterráneo formando una estrecha península alargada y curvada entre la bahía de Jóncols (al norte) y la cala Montjoi (al sur), al fondo de las cuales están las calas de los mismos nombres. Este cabo cierra por el norte el golfo de Rosas.
El área del cabo pertenece al término municipal de Rosas y forma parte del Parque natural del Cabo de Creus. Es una zona bajo protección integral, terrestre y marina, por la gran riqueza natural del paraje y del medio submarino.

## Naturaleza

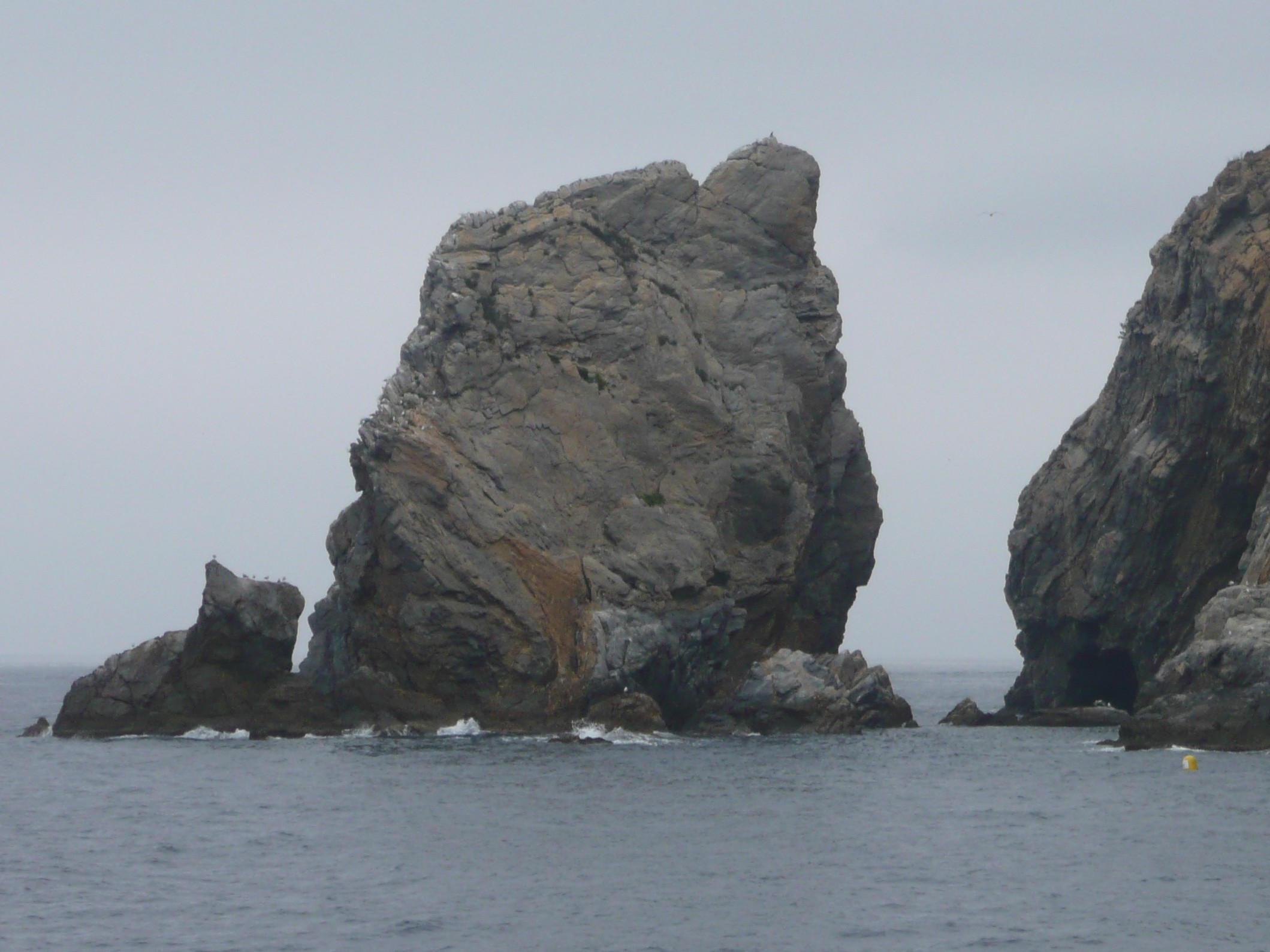
El Gato de Cabo Norfeu (rocas de la izquierda).

Es una península rocosa, recortada por la erosión de la tramontana y del mar, con costas altas en forma de acantilados y multitud de cuevas naturales, y rica en acuíferos. Al sureste tiene unos islotes rocosos, llamados islas Mòniques, algunos de ellos con formas caprichosas que la imaginación ha bautizado como el Cavall Bernat y el Gato.
Esta zona está formada por esquistos metamórficos, como en el Pirineo axial, que aquí son recubiertos por el lado noreste de rocas calizas metamorfizadas en mármoles muy duros y pizarra, que dieron origen a la pequeña península.
Es un lugar de gran diversidad botánica. Sobre la península rocosa, la vegetación arbórea más común es el pino y la encina, y la arbustiva, la estepa, el lentisco y la coscoja.
En el área de Norfeu nidifican e hibernan numerosas especies de aves, tanto de hábitats acuáticos como terrestres.

## Torre de Nofeu

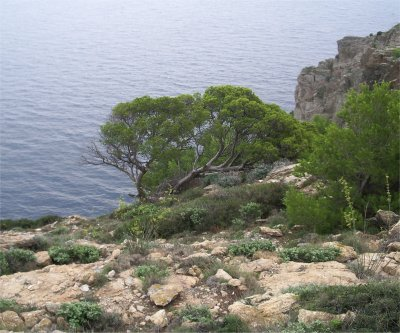
Vegetación del cabo Norfeu.

En el punto más elevado de la península (169 m), desde el que se domina una gran extensión de mar, se conservan los restos de una torre de vigilancia que, convenientemente artillada, había formado parte del sistema defensivo del golfo de Roses construido a partir de mediados del siglo XVI con la construcción de la llamada ciudadela de Roses y que circunstancialmente, durante la Guerra dels Segadors y antes del asedio de 1645, recibió también el nombre de torre del Rey por parte de la guarnición de Roses, fiel a Felipe IV. Tenía por función defender los acuíferos de las calas vecinas de las aguadas de los corsarios y dificultar el refugio de una flota que emprendiera el bloqueo de Roses.
Construida hacia 1604, se trataba de una torre de planta circular, de gran diámetro, con dos pisos y un parapeto dotado de artillería. El primer piso subsistió hasta una altura de unos 6 m, con el muro exterior ataludado, que originalmente era una cisterna y que fue reciclada para usos agrícolas cuando la construcción dejó de tener función militar, después de que fuera volada por los franceses durante la segunda mitad del siglo XVII. La imaginación popular ha elaborado un interés legendario en torno a esta torre.